# دوروثي دونيغان
دوروثي دونيغان (بالإنجليزية: Dorothy Donegan) (و. 1922 – 1998 م) هي عازفة بيانو، وعازفة الجاز أمريكية، ولدت في شيكاغو، تستخدم آلات بيانو، توفيت في لوس أنجلوس، عن عمر يناهز 76 عاماً، بسبب سرطان.

## وصلات خارجية
- دوروثي دونيغان على موقع IMDb (الإنجليزية)
- دوروثي دونيغان على موقع ميوزك برينز (الإنجليزية)
- دوروثي دونيغان على موقع أول ميوزيك (الإنجليزية)
- دوروثي دونيغان على موقع ديسكوغز (الإنجليزية)
- دوروثي دونيغان على موقع قاعدة بيانات الفيلم (الإنجليزية)

- دوروثي دونيغان في قاعدة بيانات الأفلام على الإنترنت